# ريد سانت مارك
ريد سانت مارك (بالإنجليزية: Reed St. Mark)‏ هو موسيقي وعازف قيثارة أمريكي، ولد في القرن العشرين.

## وصلات خارجية
- ريد سانت مارك على موقع ميوزك برينز (الإنجليزية)
- ريد سانت مارك على موقع ديسكوغز (الإنجليزية)